# アメイジング・ワールド
『アメイジング・ワールド』（The Colour of Magic）は、イギリスのテレビ映画。

## 概要
- この作品は前編・後編にわけられ、本作は前編である。
- 海外では前編・後編をまとめて一つの作品として発売されたが、日本では前編は「アメイジング・ワールド」、後編は「アメイジング・ワールド/勇士の帰還」というタイトルに分けられて別々の作品としてDVDが発売された。

## キャスト
| 役名           | 俳優                         | 日本語吹替 |
| -------------- | ---------------------------- | ---------- |
| リンスウィンド | デヴィッド・ジェイソン       | 多田野曜平 |
| トゥーフラワー | ショーン・アスティン         | 遠藤純一   |
| トライモン     | ティム・カリー               | 佐々木省三 |
| 元老           | ジェレミー・アイアンズ       | 向井修     |
| 死神           | （声：クリストファー・リー） | 斎藤志郎   |

- その他の声の吹き替え：かぬか光明／増田隆之／青木強／後藤淳一／井田国男／町田政則／梨花まゆり／上城龍也／篠原千佳／林和良／桜井ひとみ